# Возбуждающий постсинаптический потенциал

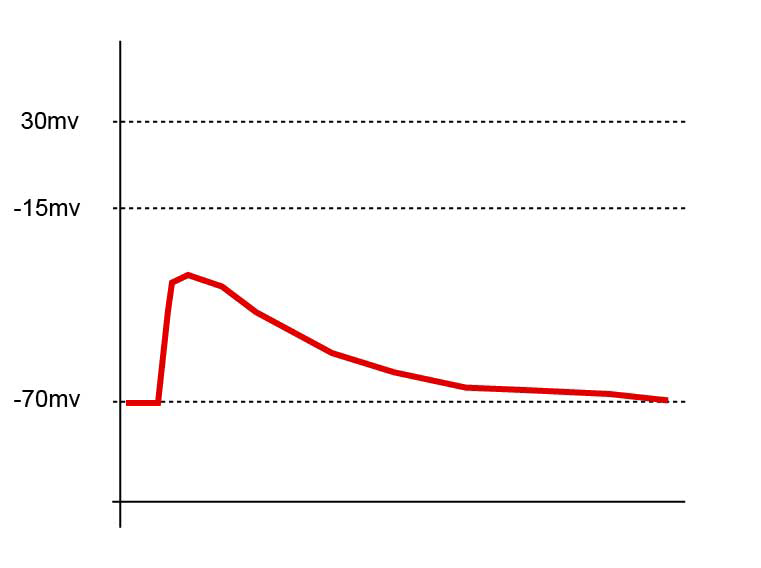
Этот одиночный ВПСП недостаточно деполяризует мембрану для генерации потенциала действия.

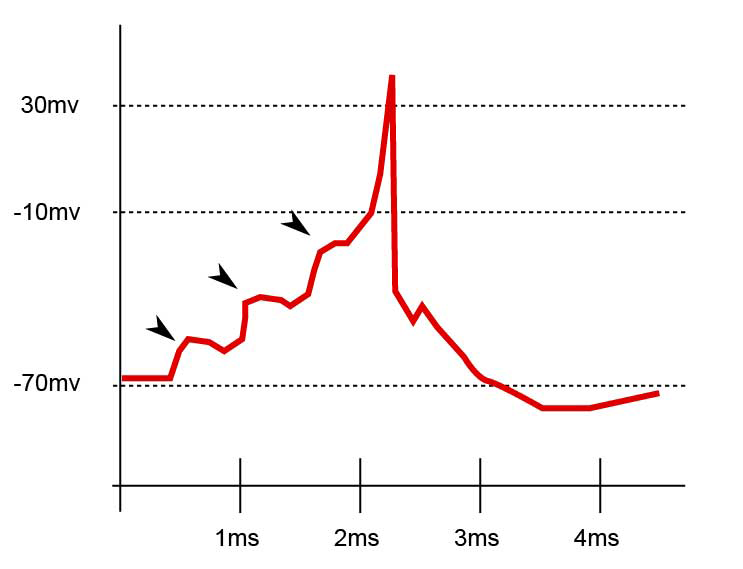
Суммация этих трёх ВПСП приводит к генерации потенциала действия.

В нейробиологии возбуждающий постсинаптический потенциал (ВПСП) — это постсинаптический потенциал, который делает нейрон более возбудимым и, следовательно, повышает вероятность генерации потенциала действия. При этом временная деполяризация постсинаптического мембранного потенциала вызывается током положительно заряженных ионов (Na+, Ca2+) внутрь постсинаптической клетки, в результате открытия лиганд-зависимых ионных каналов (открыты m-активационные ворота) . Это противоположность тормозным постсинаптическим потенциалам (ТПСП), которые обычно возникают в результате тока отрицательных ионов в клетку или положительных ионов из клетки. ВПСП могут быть результатом уменьшения выходящего тока положительных зарядов, в то время как ТПСП иногда вызываются увеличением выходящего тока положительных зарядов.
ВПСП, так же как и ТПСП, градуальны (т. е. имеют аддитивный эффект). Когда несколько ВПСП образуются на одном участке постсинаптической мембраны, их совместный эффект будет являться суммой отдельных ВПСП. ВПСП с большей амплитудой приводят к большей деполяризации мембраны, что увеличивает вероятность достижения критического уровня деполяризации мембраны, необходимого для генерации потенциала действия.

## Общая информация
В живых клетках ВПСП вызываются химическим путём. Когда активная пресинаптическая клетка высвобождает нейромедиаторы в синаптическую щель, некоторые из них связываются с рецепторами на постсинаптической клетке. Многие из этих рецепторов содержат ионные каналы способные пропускать положительно заряженные ионы как в клетку так и из клетки (такие рецепторы называются ионотропными рецепторами). В возбуждающих синапсах ионные каналы обычно пропускают натрий внутрь клетки, генерируя возбуждающий постсинаптический ток.

## Возбуждающие молекулы
Нейромедиатор, чаще всего ассоциирующийся с ВПСП — аминокислотный глутамат, являющийся главным возбуждающим нейромедиатором в центральной нервной системе позвоночных. У некоторых беспозвоночных глутамат является главным возбуждающим нейромедиатором в нервно-мышечных синапсах. В нервно-мышечных синапсах позвоночных потенциал концевой пластинки (ПКП) возникает в ответ на ацетилхолин, который (вместе с глутаматом) является одним из главных нейромедиаторов беспозвоночных. В то же время ГАМК является основным нейромедиатором связанным с ТПСП в мозге. Однако классифицировать нейромедиаторы подобным образом не корректно, поскольку существует целый ряд факторов определяющих возбуждающий или тормозной эффект нейромедиатора.